# KamAZ-6460
Der KamAZ-6460 (russisch КамАЗ-6460) ist ein Lastwagen aus der Produktion des KAMAZ-Werks in Nabereschnyje Tschelny. Die schwere dreiachsige Sattelzugmaschine ist für Lastzüge bis 62 Tonnen Gesamtgewicht konzipiert und basiert technisch auf dem mittlerweile nicht mehr gebauten Modell KamAZ-54115. Mit dem KamAZ-65225 existiert ein ähnliches Fahrzeug, das jedoch einen Allradantrieb hat.

## Fahrzeugbeschreibung

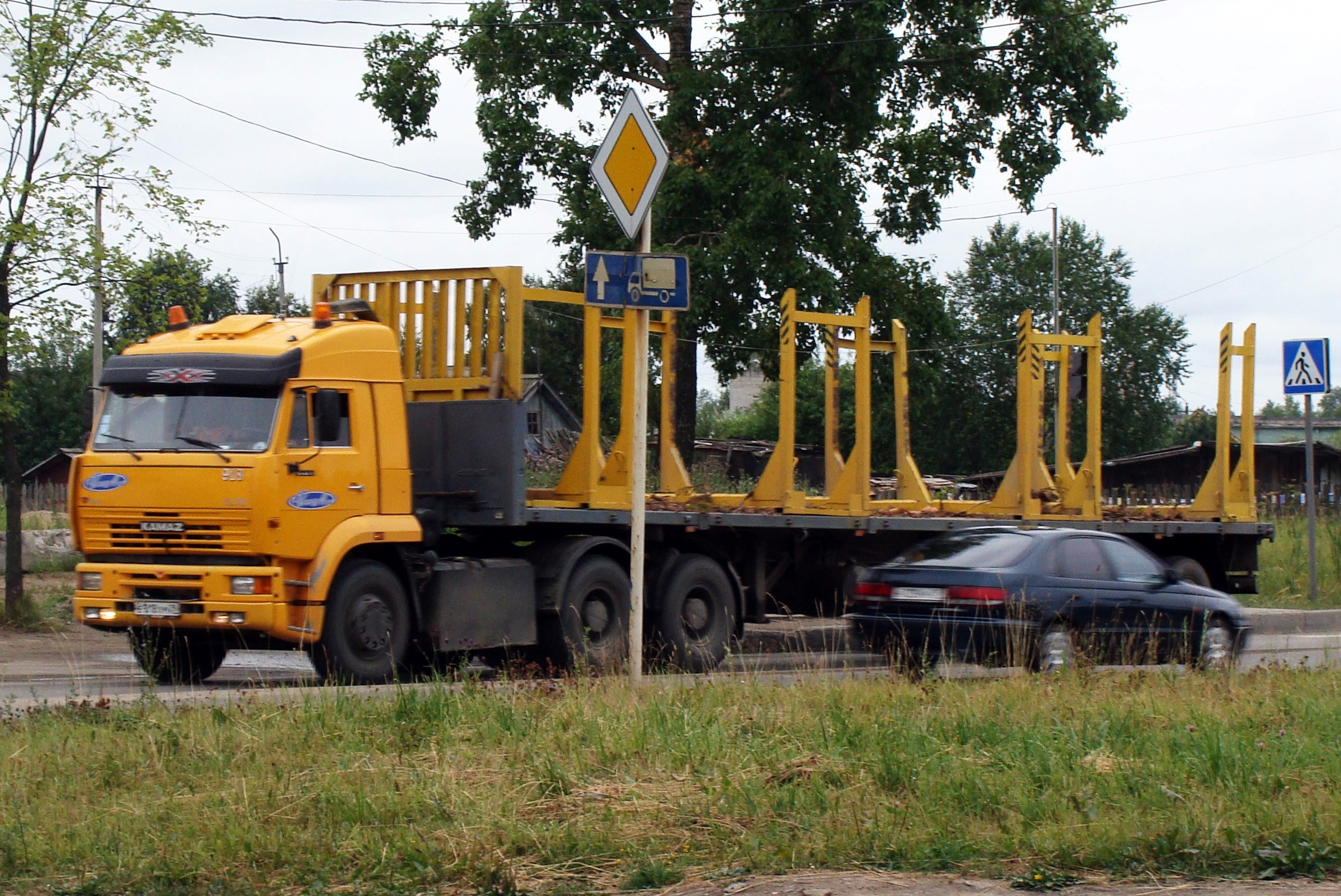
KamAZ-6460 in Korjaschma (2010)

Für besonders schwere Sattelzüge entwickelte KAMAZ Anfang der 2000er-Jahre eine Sattelzugmaschine aus dem bestehenden Modell KamAZ-54115. Der so entstandene KamAZ-6460 wird seit 2003 in Serie gefertigt. Die Sattelzugmaschine hat zwei angetriebene Hinterachsen und somit keinen Allradantrieb. Das unterscheidet sie auch vom KamAZ-65225, der ein Jahr später erschien und für ähnlich schwere Lasten ausgelegt ist, jedoch Allradantrieb hat. Ebenfalls seit 2003 wird mit dem KamAZ-5460 eine zweiachsige Version der Zugmaschine angeboten.
Im Laufe der Produktion wurden verschiedene Motorisierungen genutzt. So kamen Motoren von Cummins Engine zum Einsatz, vor allem aber auch Triebwerke aus der hauseigenen Fertigung von KAMAZ. Der aktuell angebotene V8-Viertakt-Dieselmotor leistet 400 PS (294 kW) bei einem Hubraum von 11,76 Litern und erfüllt die Abgasnorm EURO 4. Als Getriebe kommt ein Zulieferteil des deutschen Herstellers ZF Friedrichshafen zum Einsatz. Es ist handgeschaltet und hat 16 Gänge.
Das hohe Zuggesamtgewicht von 62 Tonnen in Verbindung mit der russischen Motorisierung bedingen einen hohen Kraftstoffverbrauch von 63 l/100 km bei einer konstanten Geschwindigkeit von 80 km/h. Bei konstanten 60 km/h liegt der Verbrauch bei noch 45 l/100 km.
Von der Zugmaschine werden einige unterschiedliche Versionen gebaut, die sich aber nur in Details voneinander unterscheiden. Seit 2016 gibt es mit dem KamAZ-65806 einen Nachfolger für das Fahrzeug.

## Technische Daten
Die hier aufgeführten Daten gelten für den KamAZ-6460, wie er vom Hersteller Mitte 2017 für den heimischen Markt gefertigt wurde. Über die Bauzeit hinweg und aufgrund verschiedener Modifikationen an den Fahrzeugen können einzelne Werte leicht schwanken.
- Motor: Viertakt-V8-Dieselmotor
- Motortyp: KamAZ-740.73-400
- Leistung: 400 PS (294 kW) bei 1900 min−1
- Hubraum: 11,76 l
- Bohrung: 120 mm
- Hub: 130 mm
- maximales Drehmoment: 1766 Nm bei 1250–1350 min−1
- Verdichtung: 16,8:1
- Abgasnorm: EURO 4
- Getriebe: manuelles Sechzehngang-Schaltgetriebe
- Getriebetyp: ZF 16S1820
- Höchstgeschwindigkeit: 90 km/h
- Tankinhalt: 2 × 300 l
- Bordspannung: 24 V
- Lichtmaschine: 28 V, 2000 W
- Antriebsformel: 6×4

Abmessungen und Gewichte
- Länge: 7030 mm
- Breite: 2550 mm
- Höhe: 3250 mm
- Radstand: 3300 + 1440 mm
- Höhe der Sattelkupplung: 1325 mm
- maximal befahrbare Steigung: 18 %
- Leergewicht: 9625 kg
- Zuladung (Sattellast): 16.800 kg
- zulässiges Gesamtgewicht der Zugmaschine: 26.500 kg
- Achslast vorne: 6500 kg
- Achslast hinten (Doppelachse): 20.000 kg
- zulässiges Gesamtgewicht des Sattelaufliegers: 52.300 kg
- zulässiges Gesamtgewicht des Sattelzugs: 62.000 kg